# Stadtbahnstation Karlsplatz
Stadtbahnstation Karlsplatz er en station/stoppested på linje U4 i Wiens U-banenet. Stationen blev åbnet i 1899. Oprindeligt var den en del af den daværende Wiendallinje (en del af Wien Stadtbahn) og hed dengang Station Akademiestraße.
Karlsplatz Station er et arkitektonisk unika på bybanenettet, tegnet af den kendte arkitekt Otto Wagner. Den del af byggeriet, der ligger over jorden, består af to dele, beliggende overfor hinanden og rigt udsmykkede med ornamenter. I modsætning til de øvrige stationer på banen blev Karlzplatz opført af et stålskelet med marmorplader og dekoreret i den – dengang – meget moderne jugendstil.